# Vocabular
Vocabular ist eine Schweizer A-Cappella-Popband aus Luzern.

## Bandgeschichte
Die Band wurde 2008 gegründet und tritt vor allem mit eigenen, teils komödiantischen Mundart-Songs und mit Medleys bekannter Popsongs auf. Die meisten Konzerte gibt die Band in der deutschsprachigen Schweiz sowie im nahen Ausland. Wie in der Szene üblich nimmt Vocabular regelmässig an A-Cappella-Festivals und -Nächten teil.
Nationales Aufsehen erregte die Gruppe 2017 mit dem Parodie-Song Bachelor, mit dem sie die gleichnamige Sendung des TV-Senders 3 Plus auf die Schippe nimmt. Im Herbst 2018 veröffentlichte die Band das erste Album KnackAppella und präsentierte es im Frühling 2019 auf einer Tour durch die Deutschschweiz. Ebenfalls im Frühjahr 2019 realisierte die Band als «Vocabular in Schola» die Konzertreihe tempus fluit – tempus fugit mit dem Schweizer Jazzmusiker Albin Brun. Das Programm mit gregorianischen Chorälen wurde unter anderem an den Stanser Musiktagen aufgeführt.
Ein grosses mediales Echo löste die im Frühling 2020 zu Beginn der COVID-19-Pandemie veröffentlichte Single Oh Dani (Mr. Corona) aus. Der Song ist eine humoristische Hommage an Daniel Koch, den damaligen Leiter der Abteilung «Übertragbare Krankheiten» beim Bundesamt für Gesundheit (BAG).
Im Herbst 2021 trat die Band in der Sendung Stadt Land Talent im Schweizer Fernsehen SRF auf.

## Diskografie
- 2015: Lozärn (Single)
- 2017: Süessholz (Single)
- 2017: Bachelor (Single)
- 2017: Schöni Wiehnacht (Single)
- 2018: Knack-A (Single)
- 2018: Tauwätter (Single)
- 2018: KnackAppella (Album)
- 2019: Bünzli (Single)
- 2020: Oh Dani (Single)
- 2020: Sonia (Single, mit Brassband)
- 2021: Keis Problem (Single)
- 2021: Barkeeper (Single)
- 2022: Chline Iisbär (Single)
- 2022: Hätti doch (Single)
- 2022: No 1 (Album)
- 2023: Gleitflug (Single)
- 2023: Everything I Wanted (Billie Eilish Cover)